# Аполлон и Дафнис
«Аполло́н и Да́фнис» (итал. Apollo e Dafni) — картина на мифологический сюжет работы Пьетро Перуджино, выполненная им в 1495 году. Она была продана парижскому Лувру в 1883-м, где выставляется до сих пор и известна в каталоге музея под названием «Аполлон и Марсий». В 1880-е ошибочно приписывалась кисти Рафаэля.

## Описание
«Аполлон и Дафнис» — одна из самых знаменитых работ, созданных Перуджино по заказу Лоренцо Медичи.
На заднем плане картины изображён безмятежный сельский пейзаж с городом или замком, трёхарочным мостом, деревьями, типичными для работ Перуджино, холмами и рекой. Две обнажённых фигуры на переднем плане намекают на то, что картина написана на античный сюжет. Эта и другие классические отсылки демонстрируют, как предлагалось расшифровывать произведение гуманистической элите Флоренции.
Стоящая справа в контрапосте фигура — это, по-видимому, бог Аполлон. В его левой руке длинная, тонкая палка, за спиной — лук и колчан. Чуть левее, в траве — лира, его типичный музыкальный инструмент. Поза Аполлона основана на гермесовской в скульптуре «Гермес и Дионисий» Праксителя, которая в настоящее время хорошо известна как «Гермес с младенцем Дионисом» (обнаружена в XIX веке).
Слева изображена фигура юноши, играющего на флейте. Его поза восходит к скульптуре Гермеса Лисиппа, известной под названием «Отдыхающий Гермес». В настоящее время обсуждается вопрос, кем именно является эта фигура. Существует мнение, что, возможно, это сатир Марсий. В таком случае картина посвящена греческому мифу о музыкальном состязании сатира и бога искусств Аполлона; в нём искусно овладевший игрой на флейте Марсий бросает вызов Аполлону, тот устраивает соревнование, в котором побеждает, а в наказание сдирает с соперника кожу.
Однако большинство исследователей всё же склонны считать, что Перуджино изобразил вовсе не Марсия, а Дафниса, молодого пастуха, умершего, по одной из версий, от несчастной любви к Аполлону. Кстати, Дафнис — это греческая форма имени Лавр, и поэтому художник, возможно, пытался таким образом связать свою работу с именем Лоренцо Медичи.